# Plexo hipogástrico inferior
En anatomía humana, el plexo hipogástrico inferior, también llamado plexo pélvico es un plexo nervioso proveniente del plexo hipogástrico superior que suple inervación simpática a las vísceras de la cavidad pélvica. 
El plexo hipogástrico inferior es una estructura par, situados a ambos lados del recto, en el hombre, y a ambos lados del recto y la vagina en las mujeres.

## Orígenes
Las contribuciones al plexo hipogástrico inferior provienen de:
- Los nervios hipogástricos, provenientes del nervio presacro (a su vez formado por los nervios esplácnicos pélvicos).

- Ramas de los 4 o 5 ganglios simpáticos lumbares.

- Ramas del sistema parasimpático sacro (nervios erectores) que llegan por los nervios espinales.

## Trayectoria
Del plexo hipogástrico inferior parten numerosas ramas que se distribuyen a las vísceras de la pelvis, la mayoría de ellas acompañando a la arteria hipogástrica.
Del plexo nace el plexo rectal medio, el plexo vesical—que da ramos para los uréteres, las vesículas seminales y la uretra—, el plexo prostático y el plexo útero-vaginal.